# 預言者ヨエル (ミケランジェロ)
『預言者ヨエル』（よげんしゃヨエル、伊: Il profeta Gioele, 英: The Prophet Joel）は、盛期ルネサンスのイタリアの巨匠ミケランジェロ・ブオナローティが1509年に制作した絵画である。フレスコ画。主題は『旧約聖書』「ヨエル書」に登場する預言者ヨエルから採られている。ローマ教皇ユリウス2世の委託によって、ローマのバチカン宮殿内に建築されたシスティーナ礼拝堂の天井画の一部として描かれた。天井画の中心部分は9つのベイに区分され、主題は『旧約聖書』「創世記」から大きく3つのテーマ、9つの場面がとられた。本作品は第9のベイに『ノアの泥酔』（L'Ebbrezza di Noè）の左側に『デルポイの巫女』（La Sibilla Delfica）と向かい合って描かれた。

## 主題
預言者ヨエルはペトエルの子とされるだけで、どのような人物であったかは不明である。十二小預言書のうち2番目に位置する「ヨエル書」の著者で、「ヨエル書」が記された時期についてはバビロン捕囚以前とする説と捕囚後とする説がある。ヨエルは古代イスラエルを襲ったイナゴの大災害を描いているが、それは黙示文学のごとき様相を呈しており、イスラエルの民に悔い改めて唯一神の御名を呼ぶことを勧め、そうすれば終末の日に豊かな祝福を授かるであろうと預言している。すなわち「主の名を呼ぶすべての者は救われる。主が言われたようにシオンの山とエルサレムに逃れる者があり、その残された者のうちに主のお召しになる者がいる」。

## 作品
『預言者ヨエル』は天井画の『旧約聖書』の場面を囲むように配置された7人の預言者と5人の巫女（シビュラ）の図像の1つである。最後の第9のベイはシスティーナ礼拝堂天井画の中で最も入口に近い部分に位置し、大洪水後の出来事を描いた『ノアの泥酔』や『デルポイの巫女』とともに描かれた。
ミケランジェロは預言者ヨエルを中壮年の、屈強な、才気鋭い、学者のような人物として描いている。ヨエルはやや前かがみになり、熱中した様子で広げた巻物に目を通している。文章の読解に没頭するその姿は座像として描かれているにもかかわらず力強い動きに満ちており、穏やかな様子で読書する『預言者ザカリヤ』（Il profeta Zaccaria）とは対照的である。この預言者の姿に呼応するかのように背後に立つ2人のプットーも活動的な描写がなされており、どちらも書物を持ち、たがいに議論を交わしているように見える。天井画の7人の預言者にヨエルを加えるという選択は、システィーナ礼拝堂の建設者である教皇シクストゥス4世に献呈されたフィリッポ・バルビエーリの著作の影響が考えられる。そこでは「ヨエル書」から破滅と希望という対照的な預言の言葉が引用されており、これは教皇ユリウス2世とその廷臣にとって、対立していたヴェネツィア共和国やユリウス2世の廃位を目論んだ分離派のピサ公会議に対して格好の警告となると考えられたであろう。そして「ヨエル書」第2書32節の預言は、わずかな者たちのみが救われるノアの大洪水の物語と通底している。ヨエルの容貌は建築家ドナト・ブラマンテの肖像であると言われる。『預言者ヨエル』は中壮年、向き合った『デルポイの巫女』は少女として表され、老人の『預言者ゼカリヤ』およびそれと向き合う青年の『預言者ヨナ』（Il profeta Giona）で人間の「4世代」を構成している。
ヨエルは天地創造の場面に描かれた唯一神のような灰色がかった藤色の衣服をまとっており、肩にかかった青の襷と対比をなしている。書見台の色あせた黄色は画面右のプットーの金髪と関連している。あまりにも鮮やかすぎる肉桂色の外衣は『大洪水』（Il Diluvio Universale）を通して繰り返される。

## 修復
1980年から1989年に行われた修復により、過去に行われた加筆や変色したワニスが除去され、制作当時の色彩が取り戻された。

## ギャラリー

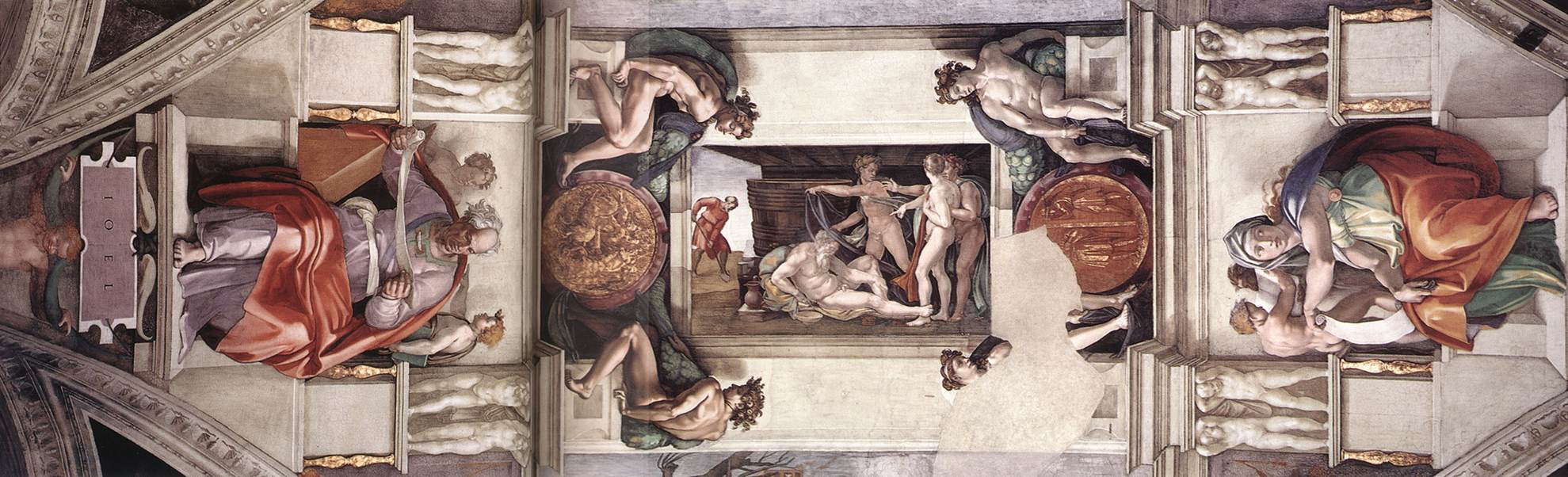
第9のベイは『ノアの泥酔』とその両側に『預言者ヨエル』と『デルポイの巫女』が描かれた。

関連する画像

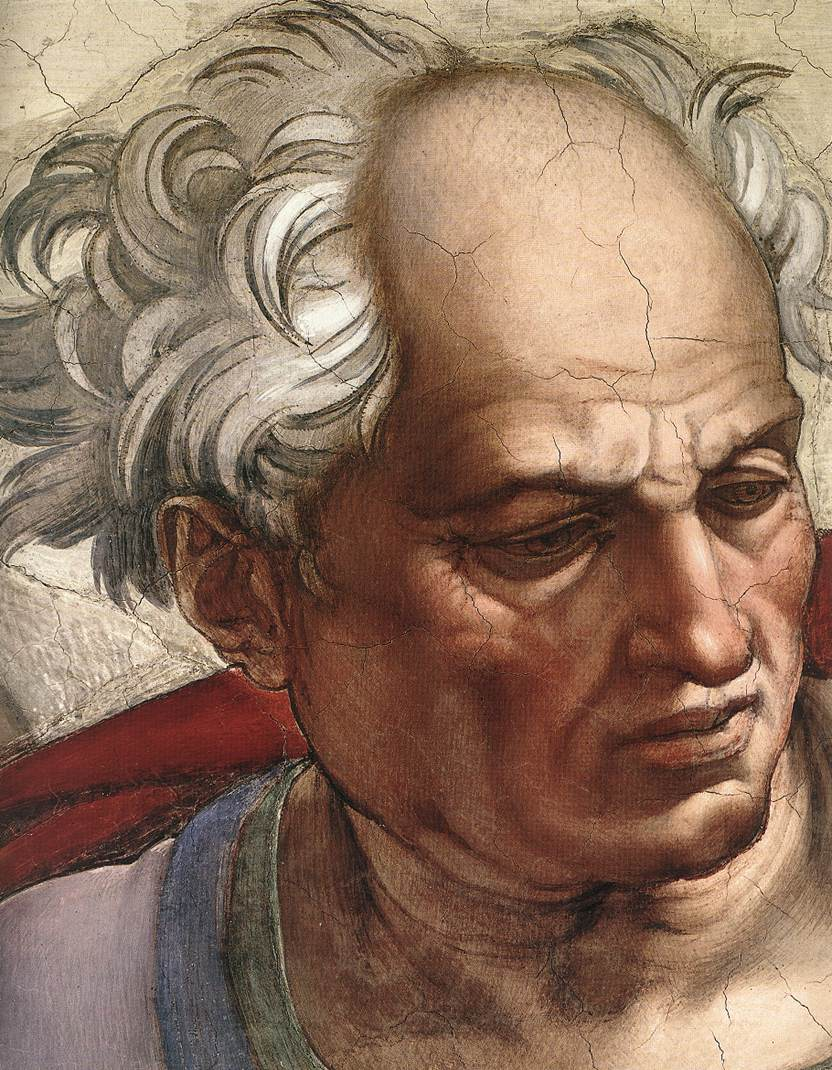
ヨエルの表情（ディテール）
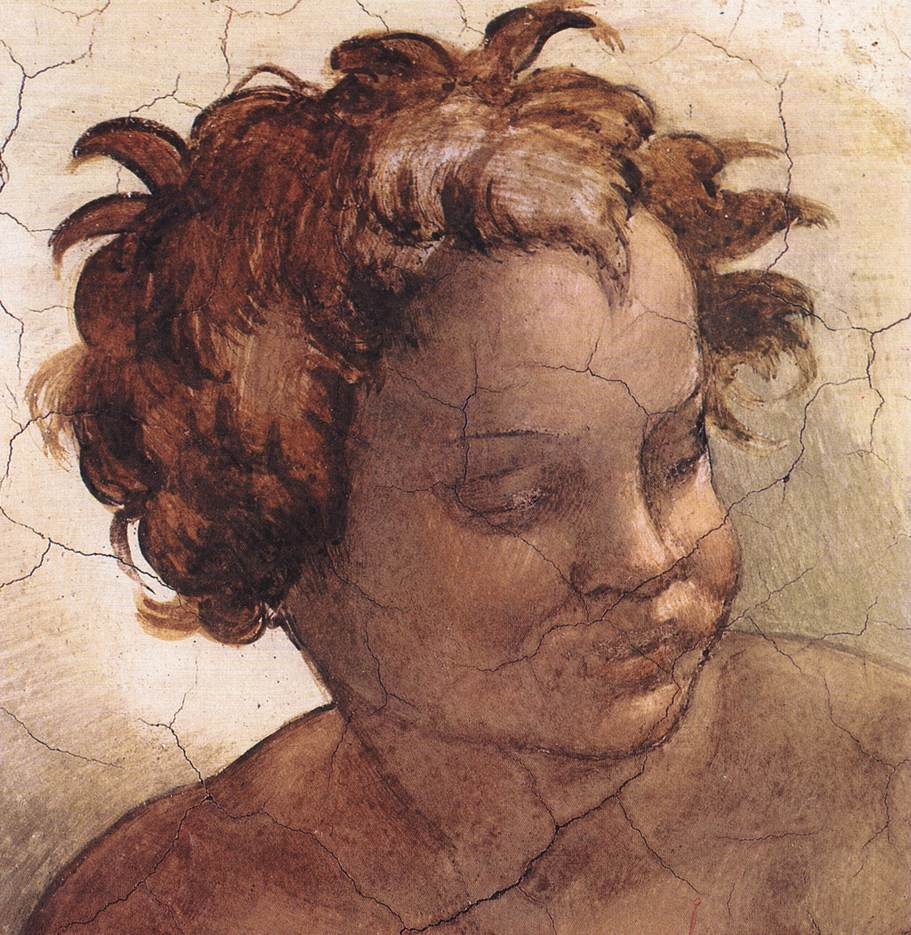
プットーの表情（ディテール）
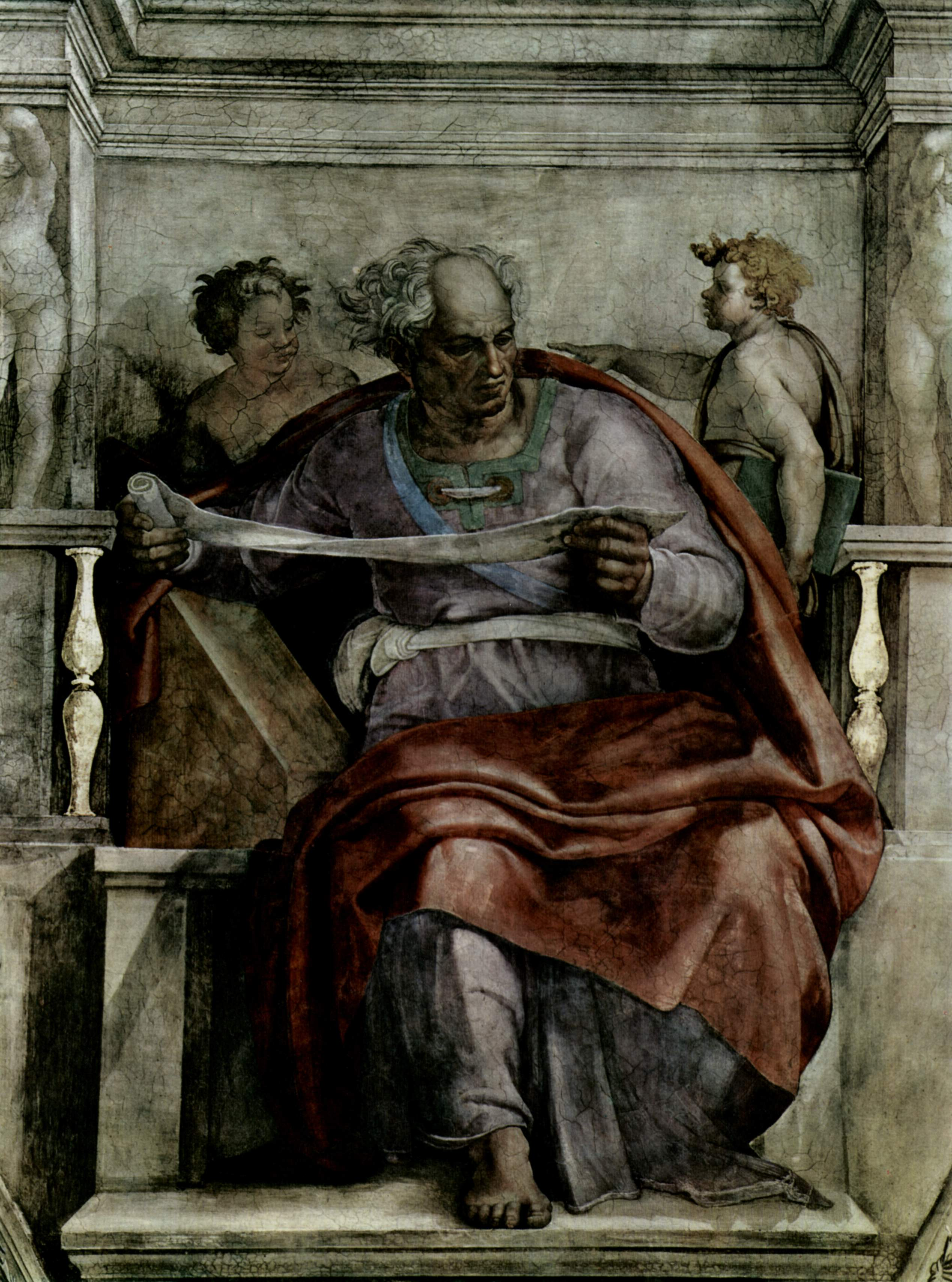
修復前の『預言者ヨエル』
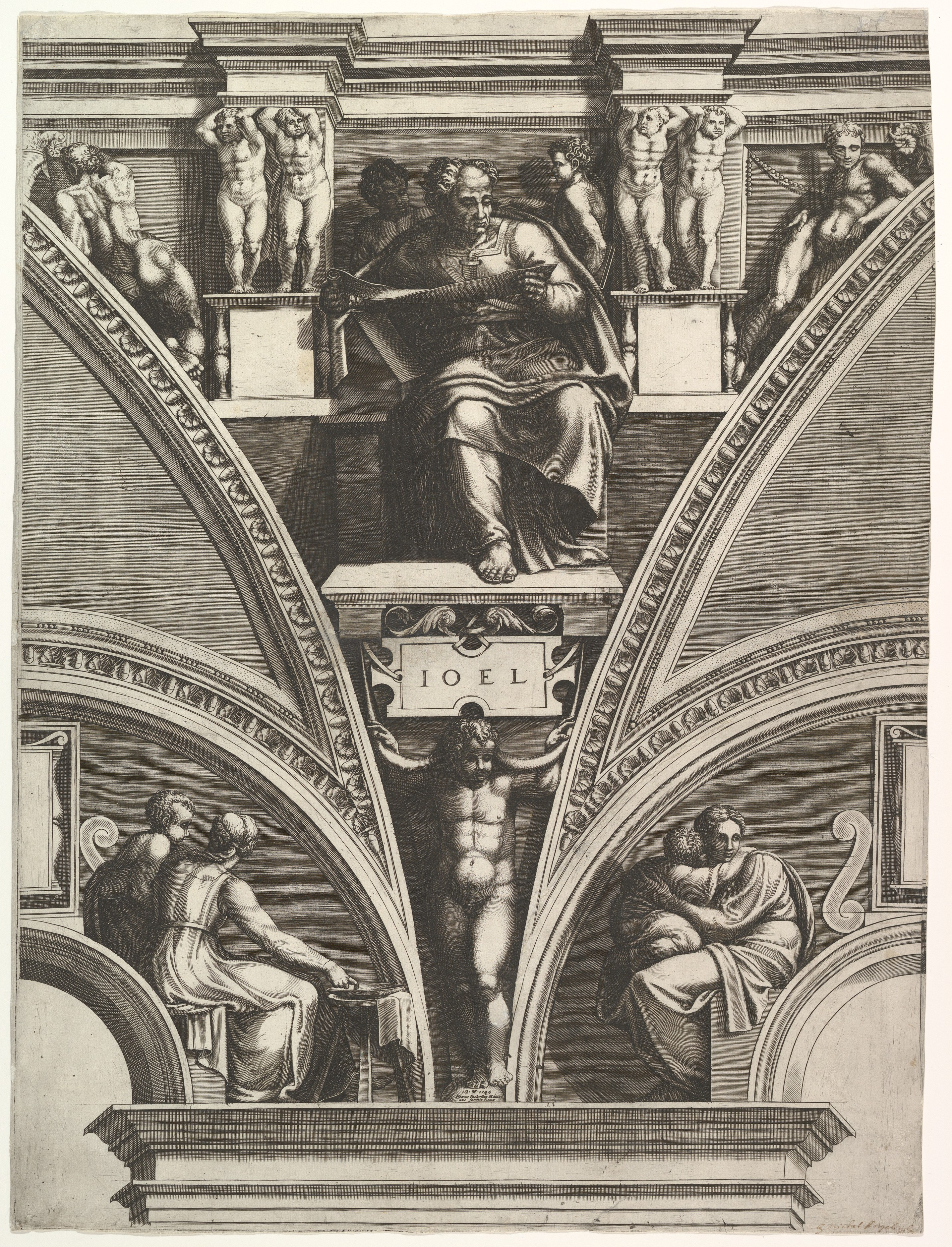
ジョルジョ・ギージによる版画